# Leszczynek
Leszczynek – wieś w Polsce położona w województwie łódzkim, w powiecie kutnowskim, w gminie Kutno.
| SIMC    | Nazwa | Rodzaj    |
| ------- | ----- | --------- |
| 0568775 | Dudki | część wsi |

W latach 1975–1998 miejscowość administracyjnie należała do województwa płockiego.
W roku 1822 przebywał tutaj, jako guwerner u pułkownika Franciszka Górskiego,  Józef Bohdan Zaleski, poeta romantyczny zaliczany do tzw. ukraińskiej szkoły poetów, przyjaciel  Adama Mickiewicza i  Fryderyka Chopina.  
Od 2008 w Leszczynku ma swoją siedzibę Ośrodek Kultury Gminy Kutno, samorządowa instytucja kultury w gminie Kutno.